# クリスマスにはシャケを食え
『クリスマスにはシャケを食え』（クリスマスにはシャケをくえ）は、特撮テレビドラマ『快盗戦隊ルパンレンジャーVS警察戦隊パトレンジャー』の登場キャラクター「サモーン・シャケキスタンチン」のセリフ、及びそれをもとにしたクリスマスに関する日本語圏のインターネット・ミーム。

## 概要
2018年に放送されたスーパー戦隊シリーズ『快盗戦隊ルパンレンジャーVS警察戦隊パトレンジャー』第45話「クリスマスを楽しみに」において、登場した鮭の怪人「サモーン・シャケキスタンチン」（声：津久井教生）がクリスマスに用意された街中のチキンを鮭の切り身に変えて暴れまわるというエピソードが初出である。
同話のラストシーンでは「フランスではクリスマスに鮭を食べる風習がある」という言及もあるが、物語上での怪人の行動とは無関係。
2019年以降も、東映が製作した特撮作品（スーパー戦隊シリーズおよび仮面ライダーシリーズ）において、本筋とは関係のない箇所でイースターエッグのように鮭が登場している。
2020年には、テレ朝チャンネルが「スーパー戦隊クリスマス大鮭戦」という特番を行い、前出の「サモーン・シャケキスタンチン」をナビゲーターに起用した。
東映公式YouTubeチャンネル『東映特撮YouTube Official』では、クリスマスの時期に該当回「クリスマスを楽しみに」が期間限定で配信されている。

## 影響
2019年には、大手スーパーのイオングループがクリスマスに「メリクリサーモン」というキャンペーンを行った。また、2020年には農林水産省・水産庁がFacebookにおいてクリスマス向けのサーモン料理を紹介した記事を、農林水産省がTwitterにおいて「サーモンでクリス鱒」のハッシュタグを用いて引用して投稿した。いずれも、クリスマスに鮭を食べる習慣を広めようとしているとSNSを中心として話題になった。
2021年12月24日には、農林水産省がTwitterにて「クリス鱒」に加えてちゃんちゃん焼きを紹介し、その際「クリスマスにはシャケを食え」をハッシュタグとして用いた。この投稿を受けて、SNS上では「クリスマスにはシャケを食えは農水省公認」「特撮は農林水産省まで動かした！」という声が聞かれた。また、この日の『キユーピー3分クッキング』ではクリスマス料理としてスモークサーモンを紹介したため、SNS上では関連性を指摘された。
2022年12月8日、ケンタッキーフライドチキン渋谷道玄坂店の店舗前でサンタクロースに扮した動物愛護団体「動物の倫理的扱いを求める人々の会」（PETA）の関係者が「すべての存在のために地球に平和を。ヴィーガンでいこう」と書かれたプラカードを持って座り込みをしたり、「ヴィーガンになってクリスマスにチキンを食べるのをやめよう」と通行人に呼び掛けると言うデモ活動を行った事を受けて、SNS上でこのハッシュタグが引き合いに出された。
2023年3月7日には、農林水産省がTwitterにてサモーンの画像を添付したうえで「魚の日」アピールを行う投稿を行った。また、同日、水産庁が農林水産省公式YouTubeチャンネル「BUZZ MAFF」にサモーンに対する謝礼の動画を掲載している。同年12月23日、農林水産省がX（旧・Twitter）にて「クリスマスにはシャケを食え」と「シャケざんまい」をハッシュタグとして用いた。
2024年12月24日・25日には、朝日新聞、産経新聞などの一般紙にこれらの話題が記事として掲載された。またサモーンを演じた津久井は筋萎縮性側索硬化症（ALS）により気管切開の手術を受けた事を公表したが、12月25日付のXにて鮭の刺身を食べたことを報告し「食べられるって素敵なことなのです！」「皆さんも美味しくって温かいクリスマスを過ごしてください」と呼びかけた。